# Holocaust (grup)
Holocaust és un grup de heavy metal de la Nova Onada de Heavy Metal britànic, fundada a Edimburg, Escòcia. Va ser fundada en 1977, quan els membres originals (John Mortimer i Ed Dudley com guitarristes, Gary Lettice a la veu, Robin Begg com baixista i Paul Collins a la bateria) encara anaven a l'institut. Actualment John Mortimer és l'únic membre original en actiu.

## Formació actual
- John Mortimer - guitarra/veus
- John McCullim - guitarra
- Bryan Bartley - baix
- Ron Levine - bateria

## Classic Lineup
- John Mortimer - Guitarra / veus
- Graham Hall - Baix
- Steve Cowan - Bateria
- Iain (Macca) McKenzie - Guitarra (Brandon)

## Discografia

### Albums
- The Nightcomers (1981)
  - Smokin' valves
  - Death or glory
  - Come on back
  - Mavrock
  - It don't matter to me
  - Cryin' shame
  - Heavy metal mania
  - Push it around
  - The nightcomers
- Live (Hot Curry & Wine) (1983)
  - No nonsense
  - Smokin' valves
  - Long the bell will toll
  - Jirmakenyerut
  - The small hours
  - Forcedown breakdown
  - Heavy metal mania
  - The nightcomers
- No Man's Land (1984)
  - No man's land
  - We will rock and we will roll
  - No time left
  - Let's go
  - On the ropes
  - Satellite city
  - Power play
  - By the waterside
  - Missing; presumed dead
  - Alone
  - Here come the good times
- The Sound Of Souls (1989)
  - This annihilation
  - I smash the void
  - Dance into the vortex
  - Curious
  - Three ways to die
- Hypnosis Of Birds (1992)
  - Into Lebanon
  - The small hours
  - Hypnosis of birds
  - The tower
  - Book of seasons
  - Mercier & Camier
  - Summertides
  - Mortal mother
  - Cairnpapple Hill
  - In the dark places of the earth
  - Caledonia
- Spirits Fly (1996)
  - Into Lebanon
  - The small hours
  - Hypnosis of birds
  - The tower
  - Book of seasons
  - Mercier & Camier
  - Summertides
  - Mortal mother
  - Cairnpapple Hill
  - In the dark places of the earth
  - Caledonia
  - Heavy metal mania
  - Death or glory
  - Master of puppets
- Covenant (1997)
  - Leper's progress
  - Salt heart
  - Return to dust
  - Paradox
  - The Battle Of Soaring Woodhelven
  - Valley Of Megiddo
  - Mount Thunder
  - We shall see him as he is
  - Alexander
  - The infinite
  - Absent friend
- The Courage To Be (2000)
  - The collective
  - A gentleman's penny
  - Farthing
  - Neurosis
  - When Penelope dreams, Pt. 1
  - When Penelope dreams, Pt. 2
  - From the mine shaft to the bike shed
  - Fundamentalist
  - Spanner Omlette
  - Home from home
  - The age of reason
- Primal (2003)
  - Iron will
  - Black box
  - Hell on earth
  - Transcendence
  - Fools
  - Made righteous
  - It's your dream
  - They colonize
  - Colossus
  - Lost horizons

### EPs i Singles
- Heavy Metal Mania (1980, 7-polzades)
  - Heavy metal mania
  - Only as young as you feel
- Heavy Metal Mania (1980, 12-polzades)
  - Heavy metal mania
  - Love's power
  - Only as young as you feel
- Smokin' Valves (1980, 7-polzades)
  - Smokin' valves
  - Out my book
- Smokin' Valves (1980, 12-polzades)
  - Smokin' valves
  - Friend or foe
  - Out my book
- Live from the Raw, Loud, 'N' Live Tour (1981, 7-polzades)
  - Lovin' feelin' danger
  - No nonsense
  - Death or glory
  - Forcedown breakdown
- Comin' Through (1982, 12-polzades)
  - Coming through
  - Don't wanna be (a loser)
  - Good thing going
- Heavy Metal Mania '93 (1993, CD)
  - Heavy metal mania
  - Heavy metal mania '93
  - The small hours
  - Death or glory

### Compilations
- NWOBHM '79 Revisited (1990)
- Smokin' Valves: The Anthology (2003)
  - Heavy metal Mania
  - Only as young as you feel
  - Death or glory
  - Push it around
  - Mavrock
  - The nightcomers
  - Lovin' feelin' danger (en directe)
  - Forcedown breakdown (en directe)
  - Coming through
  - Smokin' valves (en directe)
  - Long the bell will toll (en directe)
  - The small hours (en directe)
  - No man's land
  - We will rock and we will roll
  - Here come the good times
  - Mortal mother
  - The tower
  - Master of puppets
  - Leper's progress
  - Return to dust
  - Mount Thunder
  - We shall see him as he is
  - The collective
  - Fundamentalist
  - Spanner Omlette
  - The age of reason

### Vídeos
- Directe de la gira Raw, Loud, 'N' Live Tour (1981, VHS; 2004, DVD)
  - No nonsense
  - Push it around
  - Death or glory
  - Bridge of impressions
  - Out my book
  - Jirmakenyerut
  - Heavy metal mania
  - The small hours
  - Forcedown breakdown
  - Lovin' feelin' danger
  - Cryin' shame
  - The nightcomers
  - Smokin' valves
  - Long the bell will toll
  - It don't matter to me

## Versions
- Metallica va versionar la cançó The Small Hours al seu EP de 1987 Garage Days Re-Revisited i al seu àlbum Garage Inc

- Gamma Ray va versionar Heavy Metal Mania a l'àlbum en directe de 1996 Alive '95.

- Six Feet Under va versionar "Death or Glory" de l'àlbum "The Nightcomers" al seu àlbum de 1997 "Warpath".